# Лютарська сільська рада
Лю́тарська сільська́ ра́да — адміністративно-територіальна одиниця та орган місцевого самоврядування в Ізяславському районі Хмельницької області. Адміністративний центр — село Лютарка.

## Загальні відомості
Лютарська сільська рада утворена в 1944 році.
- Територія ради: 63,705 км²
- Населення ради: 1 892 особи (станом на 2001 рік)

## Населені пункти
Сільській раді підпорядковані населені пункти:
- с. Лютарка
- с. Михля
- с. Мокрець
- с. Новостав

## Річки
Територією сільської ради протікає річка Горинь, права притока Прип'яті. Басейн Дніпра. Тече в північному напрямку від міста Ізяслав, повз село Михля і завертає на північний схід в сторону села Радошівки.

## Склад ради
Рада складається з 16 депутатів та голови.
- Голова ради: Гончарук Петро Олексійович
- Секретар ради: Дудка Таїса Миколаївна

### Керівний склад попередніх скликань
| Прізвище, ім'я, по батькові | Основні відомості                                                               | Дата обрання | Дата звільнення |
| --------------------------- | ------------------------------------------------------------------------------- | ------------ | --------------- |
| Клімчук Микола Олексійович  | Сільський голова, 1950 року народження, безпартійний                            | 26.03.2006   | 23.11.2009      |
| Гончарук Петро Олексійович  | Сільський голова, 1955 року народження, освіта середня спеціальна, безпартійний | 31.10.2010   |                 |

Примітка: таблиця складена за даними сайту Верховної Ради України

### Депутати
За результатами місцевих виборів 2010 року депутатами ради стали:

#### За суб'єктами висування
| Суб'єкт висування            | Кількість обраних депутатів | %    |
| ---------------------------- | --------------------------- | ---- |
| Партія регіонів              | 8                           | 50   |
| Народна партія               | 4                           | 25   |
| Самовисування                | 3                           | 18,8 |
| Соціалістична партія України | 1                           | 6,3  |

#### За округами
| № округу                     | Прізвище, ім'я, по батькові     | Дата визнання обраним | Освіта             | Партійна приналежність             | Відомості про обраного депутата                    |
| ---------------------------- | ------------------------------- | --------------------- | ------------------ | ---------------------------------- | -------------------------------------------------- |
| Народна Партія               |                                 |                       |                    |                                    |                                                    |
| 1                            | Шевчук Володимир Олександрович  | 04.11.2010            | середня            | член Народної партії               | Лютарське лісництво, механік                       |
| 9                            | Стаханова Ганна Миколаївна      | 04.11.2010            | вища               | член Народної партії               | тимчасово не працює                                |
| 11                           | Ланова Галина Василівна         | 04.11.2010            | середня спеціальна | член Народної партії               | тимчасово не працює                                |
| 13                           | Дмитрук Олена Миколаївна        | 04.11.2010            | середня            | член Народної партії               | В приватного підприємця, продавець                 |
| Партія регіонів              |                                 |                       |                    |                                    |                                                    |
| 4                            | Клімчук Галина Олександрівна    | 04.11.2010            | вища               | позапартійна                       | тимчасово не працює                                |
| 5                            | Гончарук Галина Микитівна       | 04.11.2010            | вища               | позапартійна                       | пенсіонер                                          |
| 6                            | Дудка Таїсія Миколаївна         | 04.11.2010            | вища               | позапартійна                       | Лютарська сільська рада, секретар                  |
| 7                            | Музичук Володимир Андрійович    | 04.11.2010            | середня спеціальна | позапартійний                      | Сільський клуб с. Мокрець, охоронець               |
| 8                            | Музичук Микола Миколайович      | 04.11.2010            | вища               | член Соціалістичної партії України | пенсіонер                                          |
| 10                           | Заїка Валентина Петрівна        | 04.11.2010            | вища               | позапартійна                       | Лютарська сільська рада, голов ний бухга лтер      |
| 12                           | Цуркан Світлана Степанівна      | 04.11.2010            | вища               | позапартійна                       | Ізяславська ЦРЛ, клінічний лаборант                |
| 14                           | Лукащук Олександр Володимирович | 04.11.2010            | середня спеціальна | позапартійний                      | Михлянська загальноосвітня школа І-ІІ ст., завгосп |
| Соціалістична партія України |                                 |                       |                    |                                    |                                                    |
| 3                            | Романюк Микола Корнійович       | 04.11.2010            | вища               | член Соціалістичної партії України | КП"Лютарка", директор                              |
| Самовисування                |                                 |                       |                    |                                    |                                                    |
| 2                            | Мороз Сергій Іванович           | 04.11.2010            | середня            | позапартійний                      | тимчасово не працює                                |
| 15                           | Шацька Тамара Петрівна          | 04.11.2010            | вища               | позапартійна                       | с. Михля дит.садок, прачка                         |
| 16                           | Романюк Інна Сергіївна          | 28.05.2012            | вища               | член Партії регіонів               | Сільський будинок культури, директор               |

## Господарська діяльність
Основним видом господарської діяльності населених пунктів сільської ради є сільськогосподарське виробництво. Воно складається з фермерського сільськогосподарського товариств і індивідуальних селянських (фермерських) господарств. Основним видом сільськогосподарської діяльності є вирощування зернових культур (в тому числі гречки), допоміжним — виробництво м'ясо-молочної продукції і овочевих культур.